# Jessur
Jessur fue un diminuto reino de etnia siria que existió de Oriente Próximo entre el siglo XI a. C. y el año 723 a. C., cuando fue conquistado por los asirios. En las fuentes antiguas aparece mencionado en la Biblia y Josefo.